# Kérogène
 (novembre 2012).
Si vous disposez d'ouvrages ou d'articles de référence ou si vous connaissez des sites web de qualité traitant du thème abordé ici, merci de compléter l'article en donnant les références utiles à sa vérifiabilité et en les liant à la section « Notes et références ».
Ne doit pas être confondu avec le kérosène, un carburant destiné à l'aviation.
Le kérogène (du grec signifiant « qui engendre la cire ») est la substance solide qui correspond à l'état intermédiaire entre la matière organique et les combustibles fossiles.
Charbon, gaz naturel et pétrole se sont formés à partir d'organismes vivants (algues, plancton, végétaux continentaux, etc.) qui ont vécu au cours des temps géologiques (du Cambrien au Tertiaire). Cette formation est l'aboutissement d'un long processus de sédimentation qui nécessite une succession de phases particulières. L'évolution du kérogène produit en effet différents hydrocarbures suivant l'évolution des conditions environnementales. Ce processus demande du temps (plusieurs millions d'années) met en jeu la tectonique des plaques, qui permet de « concentrer » les produits formés.
Des kérogènes extra-terrestres mais abiotiques ont également été observés.

## Évolution dukérogène

### Étape 0 (ou pré-étape): mort et sédimentation…
Sur notre planète, vivent et meurent en permanence des multitudes d'organismes, composés pour l'essentiel de carbone, hydrogène, azote et oxygène. Ils constituent la biomasse. Une faible partie de cette biomasse sédimente à sa mort (lorsqu'elle se retrouve incluse dans des couches minérales sédimentaires en formation). La sédimentation est un processus lent et permanent au fond des océans et des lacs, qui produit peu d'effets à l'échelle d'une vie humaine, mais est d'une importance capitale à l'échelle des temps dits « géologiques » (quelques millions à quelques milliards d'années).

### Étape 1: formation d'un composé solide appelékérogène
Tous les sédiments formés, s'ils sont minéraux en apparence, comportent une fraction de matière organique (1 % en moyenne), qui se retrouve « piégée » dans le sédiment minéral en formation,. Cette fraction organique subit une première transformation par les bactéries en début de sédimentation, et conduit à la formation d'un composé solide appelé kérogène, disséminé vu sa faible proportion : de simples petits filets dans la partie minérale, appelée « roche-mère ».
Bien qu'il ne soit présent qu'en faibles proportions dans les sédiments en règle générale, le kérogène représente, à l'échelle de la planète, une masse totale de 10 000 000 Gt (10 000 000 milliards de tonnes). Seulement 0,1 % (10 000 Gt) de ce kérogène (soit un millième de la totalité de la matière organique sédimentée) forme le charbon ; le gaz et le pétrole représentent chacun 0,003 % du kérogène total en ordre de grandeur.
La formation proprement dite du kérogène commence par la formation de la roche dite mère : il s'agit initialement de boues dans lesquelles les molécules organiques sont présentes.

### Étape 2: évolution du kérogène par un début depyrolyse
De par les dépôts successifs de sédiments, la roche qui emprisonne le kérogène se retrouve lentement de plus en plus profond dans le sol et exposé à une température croissante car celle-ci augmente avec la profondeur — cf. géothermie. La vitesse d'enfouissement étant variable, la température de l'ensemble sédimentaire augmente dans une fourchette de 0,5 à 20 °C par million d'années. À son tour, chaque petit filet de kérogène produit de l'eau qui est parfois expulsée sous l'effet de la pression des couches situées au-dessus du sédiment.
- Donc, à cette étape, les boues de sédimentation se solidifient en roches poreuses, dites roches mères, pouvant se retrouver à plusieurs centaines de mètres de profondeur (jusqu'à trois kilomètres pour les plus profondes), tandis que les matières organiques se transforment, en plusieurs phases, en eau et kérogène.

### Étape 3: le kérogène subit une pyrolyse complète
À partir de 50 à 120 °C, le kérogène subit, en anaérobie, une décomposition thermique : la pyrolyse. Dans un premier temps, cette décomposition « extrait » l'eau et le CO2 du kérogène. Ensuite, les températures croissant continuellement, le kérogène expulse des hydrocarbures liquides : le pétrole et le gaz « naturel ». Chaque petit filet de kérogène commence donc à produire des hydrocarbures. Plus le sédiment est profond (et donc plus chaud), et plus la fraction de gaz est importante du fait d'une pyrolyse plus intense (en temps comme en température), décomposant ainsi plus fortement le kérogène puis les hydrocarbures liquides eux-mêmes. Il « suffit » de quelques millions d'années pour que le kérogène se transforme partiellement, sous l'effet de la chaleur, en charbon ou pétrole, gaz, CO2 et eau.
C'est l'apparition du gaz, au fur et à mesure que le kérogène est porté à une température croissante (résultant de l'enfouissement), qui finit par stopper la pyrolyse. La pression de gaz dans les petites poches qui contenaient le kérogène initial augmente en effet dans les couches profondes (de plus en plus chaudes), et lorsque cette pression devient suffisante pour vaincre « l'imperméabilité » de la roche mère, la fraction liquide et la fraction gazeuse sont progressivement expulsées de la roche mère.
L'âge de la roche mère varie de 1 million à 1 milliard d'années au moment de la migration. Pour le pétrole, l'âge le plus fréquent se situe aux alentours de 100 millions d'années.

### Étape 4 de l'évolution du kérogène: formation de combustibles

#### Charbon
Il est dû à une variété particulière de kérogène, qui se forme à partir de débris de végétaux dits « supérieurs » (arbres, fougères, prêles, lycopodes, etc.). C'est un kérogène qui présente la caractéristique d'être dominant dans le sédiment au lieu d'y être minoritaire. Le premier stade de sédimentation conduit à la tourbe. Lors de l'enfouissement, la pyrolyse conduit ensuite à la formation de lignite, puis de houille, puis d'anthracite, qui est du carbone presque pur, débarrassé de l'essentiel de son hydrogène (et comme il s'agit d'un stade ultime de pyrolyse, l'anthracite est généralement le plus profond des charbons). Comme pour les autres kérogènes, le charbon produit du pétrole et du gaz au cours de son enfouissement, bien qu'en moindres quantités en ce qui concerne le pétrole. La formation de pétrole à partir du charbon a lieu au stade houille, et le méthane formé s'appellera le grisou.
Inversement, on peut produire à partir du charbon :
- de l'essence synthétique (extrêmement onéreuse, jusqu'à présent sa production n'a été économiquement viable qu'en temps de guerre) ;
- du gaz de ville, fabriqué dans les usines à gaz ;
- du coke (à partir des cokeries), petits boulets de charbon utilisables pour le chauffage et l'industrie sidérurgique.

#### Pétrole
Chaque petit filet de kérogène a produit à peu près tous les hydrocarbures qu'il pouvait produire (il ne reste quasiment plus d'hydrogène dans le sédiment). Sous la pression du gaz, « la migration primaire » commence. Après avoir été expulsés de la roche mère, les hydrocarbures, le gaz et l'eau entament alors une « migration secondaire » : ils « suintent » le long des couches perméables qui jouxtent les couches de roche mère (laquelle est généralement peu perméable, comme il est expliqué ci-dessus), en se dirigeant vers la surface sous l'effet de la pression des couches de sédiments situées au-dessus. Ces fuites de pétrole sont fréquentes, et comme elles peuvent provenir soit de roches mères, soit de réservoirs déjà formés dont l'étanchéité est rompue, elles ont servi longtemps de marqueurs pour trouver des gisements, au début de l'exploration pétrolière.
Pour qu'existe un gisement exploitable d'hydrocarbures liquides, il faut qu'ils se « concentrent » quelque part avant de parvenir au sol, ce qui, pratiquement, nécessite qu'ils soient arrêtés dans leur remontée vers la surface par un « piège ». En pratique, ce piège est une nouvelle couche imperméable formant le plus souvent une espèce « d'accent circonflexe » au-dessus de la roche poreuse dans laquelle le pétrole circule. Il peut s'agir d'une couche de sel, de marne, etc. À cause de leur densité respective, l'eau expulsée de la roche mère vient se loger en dessous du pétrole, et le gaz au-dessus. À ce stade, le pétrole est dit « conventionnel ». La roche qui contient le pétrole s'appelle un réservoir.
Lorsque le kérogène a produit tous les hydrocarbures qu'il pouvait produire, cela signifie qu'il a perdu tout son hydrogène. Il reste un composé proche du charbon, mais pas nécessairement exploitable pour autant car il est toujours disséminé dans la roche mère à des teneurs inférieures à 1 % en moyenne.
Mais l'histoire de ce réservoir de pétrole ne s'arrête pas là : pris dans le mouvement de tectonique des plaques, il se trouve inexorablement entraîné vers les couches profondes de plus en plus chaudes. De ce fait, le pétrole peut subir une nouvelle pyrolyse, (un peu l'équivalent d'un craquage thermique en raffinerie) qui va produire du gaz et une variété particulière de bitume (le  pyrobitume) en quantités croissantes avec le temps et la température.

#### Gaz naturel
Si le réservoir, décrit ci-dessus, est bien étanche (d'argile, de glaise, etc.), cette nouvelle plongée entraîne la formation d'un gisement essentiellement gazier. Si le réservoir est insuffisamment étanche, le gaz s'échappe et il ne reste que les bitumes (ou asphaltes) dans les porosités de la roche réservoir. Cela explique pourquoi, dans les bassins sédimentaires, les réservoirs de gaz sont généralement plus profonds que les gisements pétroliers (en fait pétro-gaziers).
Pour résumer le schéma d'ensemble des produits susceptibles de migrations (pétrole et gaz) :
1. Migration primaire ;
2. Migration secondaire, le long des roches poreuses, des failles ;
3. Dysmigration : pétrole et gaz, s'échappent du réservoir où ils s'étaient accumulés.

### Autres évolutions possibles du kérogène
Les sables bitumineux et les huiles extra-lourdes, qui correspondent aux poches où le pétrole formé a perdu ses éléments volatils. Si rien n'arrête la migration vers le haut des hydrocarbures, ils finissent par parvenir près du sol, où ils sont dégradés par l'action des bactéries et aboutissent à la formation de bitumes. Les sables bitumineux (ou asphaltiques) de l'Athabasca, au Canada, qui constituent la plus grande accumulation connue de bitumes de cette nature au monde, correspondent à ce stade de l'évolution du « pétrole ». D'une certaine manière, nous avons là affaire à un composé « plus vieux que le pétrole ». Il s'agit donc de pétrole « plus vieux » que le pétrole conventionnel, et qui s'est altéré près de la surface terrestre en s'enrichissant en molécules lourdes.
Les schistes bitumineux désignent — à tort puisqu'il ne contiennent aucun bitume — un mélange de roches et de kérogène non pyrolysé. Il s'agit donc de combustibles fossiles qui, dans la chaîne de transformation, se sont arrêtés au stade « avant le pétrole » ; ainsi ces ressources devraient plutôt être comptées dans la catégorie des charbons, à l'instar de la tourbe ou du lignite. Ils peuvent être transformés en pétrole en étant pyrolysés dans une usine (à 500 °C pour éviter le délai du million d'années du processus naturel), mais le bilan énergétique est très mauvais : en général le rendement est négatif, c’est-à-dire que l'on dépense plus d'énergie que l'on en obtiendra ensuite en brûlant le combustible obtenu.

#### Exploitation
Au début de l'exploitation pétrolière, le pétrole que nous savions extraire était du pétrole « conventionnel », c’est-à-dire un liquide produit par la pyrolyse du kérogène, expulsé de la roche mère, et concentré localement pour former un réservoir. Exploiter ce pétrole est relativement aisé : une partie sort toute seule sous la pression du gaz généralement associé, et une autre partie se « pompe » avec des techniques diverses, qui ne cessent de se sophistiquer. Avec ce pétrole « conventionnel », l'extraction consomme en moyenne seulement une toute petite partie de l'énergie disponible dans l'huile extraite.
Aujourd'hui, les gisements s'épuisant, les opérateurs s'intéressent de plus en plus au pétrole « non conventionnel », qui correspond à des produits « pâteux », voire solides, souvent très minoritaires au sein d'une partie rocheuse. Ces gisements sont donc beaucoup plus difficiles à exploiter…
S'il s'agit d'huiles extra-lourdes, ou de sables bitumineux, il faut par exemple y injecter de la vapeur sous pression (pour fluidifier le « pétrole » en le réchauffant, et lui permettre de sortir sous la pression de la vapeur), ce qui nécessite de consacrer à l'extraction quelques dizaines de pour-cent de l'énergie qui sera fournie par le « pétrole » extrait.
S'il s'agit de schistes bitumineux, l'extraction du combustible s'apparente à une activité minière, et le combustible peut ne représenter que quelques pour-cent, en poids, de la roche qu'il imprègne. Certains géologues refusent même d'en tenir compte dans l'inventaire des réserves pétrolières.

## Kérogènes extraterrestres
Des kérogènes extra-terrestres ont également été observés. La météorite martienne Tissint comporte des objets assimilables à des kérogènes,. Par ailleurs, au cours de la mission Rosetta, des domaines de la comète 67P/Churyumov-Gerasimenko se sont révélés très semblables à des kérogènes après analyse,.